# Kläpptjärnen (Undersåkers socken, Jämtland)
Kläpptjärnen är en sjö i Åre kommun i Jämtland och ingår i Indalsälvens huvudavrinningsområde. Kläpptjärnen ligger i Vålådalen Natura 2000-område.